# The A.V. Club
The A. V. Club (англ. The Audiovisual Club) — розважальний вебсайт, публікує огляди фільмів, музики, телебачення, книг, ігор, а також інтерв'ю і статті по темі індустрії розваг. Створений у 1993 році як дочірній проєкту американського агентства сатиричних новин The Onion.

## Рейтинги
Починаючи з 2006 року, редактори сайту The A. V. Club публікують рейтинги кращих музичних альбомів і фільмів за підсумками року. З 2010 року також визначається кращий телесеріал.